# اسپکتروم برندس
اسپکتروم برندس (انگلیسی: Spectrum Brands) شرکت تولید صنعتی آمریکایی است، که در سال ۱۹۰۶ تأسیس شد.